# Renzo Olivo
Renzo Olivo (Rosário, 15 de Março de 1992) é um tenista argentino destro.

## Finais

### Challengers e Futures

#### Simples: 2 (0-2)
| Legenda               |
| ATP Challengers (0-2) |

| Finais por piso |
| --------------- |
| Duro (0–0)      |
| Saibro (0–2)    |
| Grama (0–0)     |
| Carpete (0–0)   |

| Resultado | No. | Data                    | Torneio           | Superfície | Oponente           | Placar             |
| --------- | --- | ----------------------- | ----------------- | ---------- | ------------------ | ------------------ |
| Finalista | 1.  | 25 de Fevereiro de 2013 | Salinas, Equador  | Saibro     | Alejandro Gonzalez | 6-4, 3-6, 6-7(7-9) |
| Finalista | 2.  | 4 de Setembro de 2013   | São Paulo, Brasil | Saibro     | Paul Capdeville    | 2–6, 2–6           |

#### Duplas: 5 (2–3)
| Legenda               |
| ATP Challengers (2-3) |

| Finais por piso |
| --------------- |
| Duro (1–1)      |
| Saibro (1–2)    |
| Grama (0–0)     |
| Carpete (0–0)   |

| Resultado | No. | Data                  | Torneio            | Piso   | Parceiro           | Oponentes                      | Placar                     |
| --------- | --- | --------------------- | ------------------ | ------ | ------------------ | ------------------------------ | -------------------------- |
| Campeão   | 1.  | 22 de Abril de 2013   | Como, Itália       | Saibro | Federico del Bonis | Martín Alund Facundo Argüello  | 6–1, 6–4                   |
| Campeão   | 2.  | 5 de Agosto de 2012   | Manta, Equador     | Duro   | Duilio Beretta     | Víctor Estrella João Souza     | 6–3, 6–0                   |
| Finalista | 1.  | 3 de Novembro de 2012 | Medellín, Colômbia | Saibro | Marco Trungelliti  | Nicholas Monroe Simon Stadler  | 4–6, 4–6                   |
| Finalista | 2.  | 6 de Janeiro de 2013  | São Paulo, Brasil  | Duro   | Federico del Bonis | James Cerretani Adil Shamasdin | 7–6(7–5), 1–6, [9–11]      |
| Finalista | 3.  | 22 de Julho de 2013   | Orbetello, Itália  | Saibro | Guilhermo Duran    | Marco Crugnola Simone Vagnozzi | 6-7(3-7), 7-6(7-5), [6-10] |

## Ligações Externas
- Renzo Olivo na Associação de Tenistas Profissionais